# Kerk van Ruinerwold
De Kerk van Ruinerwold (ook Bartholomeuskerk) is een middeleeuws bouwwerk in de buurtschap Blijdenstein in de Drentse gemeente De Wolden. De kerk is aangewezen als rijksmonument. 

## Geschiedenis
De kerk wordt voor het eerst genoemd in een acte van 1152. De eerste stenen kerk is vermoedelijk rond 1200 gebouwd. In romaanse stijl met kloostermoppen. Gewijd aan Maria Magdalena.
In het begin van de 15e eeuw is de kerk onder invloed van de Ruiner bouwmeester Johan(nes) sterk vergroot. Met behoud van delen van de romaanse kerk is de kerk in gotische stijl uitgebreid in rode baksteen. Een deel van de vrijgekomen gele kloostermoppen is hergebruikt voor de onderste zone van de muur. 
Het toen nog eenbeukige schip werd aan de oostzijde afgesloten met een driezijdig koor. Aan de westzijde kreeg de kerk een toren. De kerk wordt nu gewijd aan Bartholomeus.
In de 16e eeuw is een noordbeuk toegevoegd.
In het begin van de 20e eeuw is de kerk grondig gerestaureerd. De noordmuur is vervangen en met steunberen ondersteund, het orgel is verplaatst naar de westzijde en de dichtgemetselde ramen van het koor zijn weer open gemaakt.

## De toren
Samen met vergelijkbare torens in onder meer Beilen en Havelte wordt de toren aangeduid als Drentse toren. Omdat de kerk op een hoger gelegen stuk grond staat is de toren lager gehouden dan vergelijkbare torens, zoals die in Havelte. Bij restauratiewerkzaamheden in 2021 zijn zwerfkeien gevonden als fundament onder de toren.

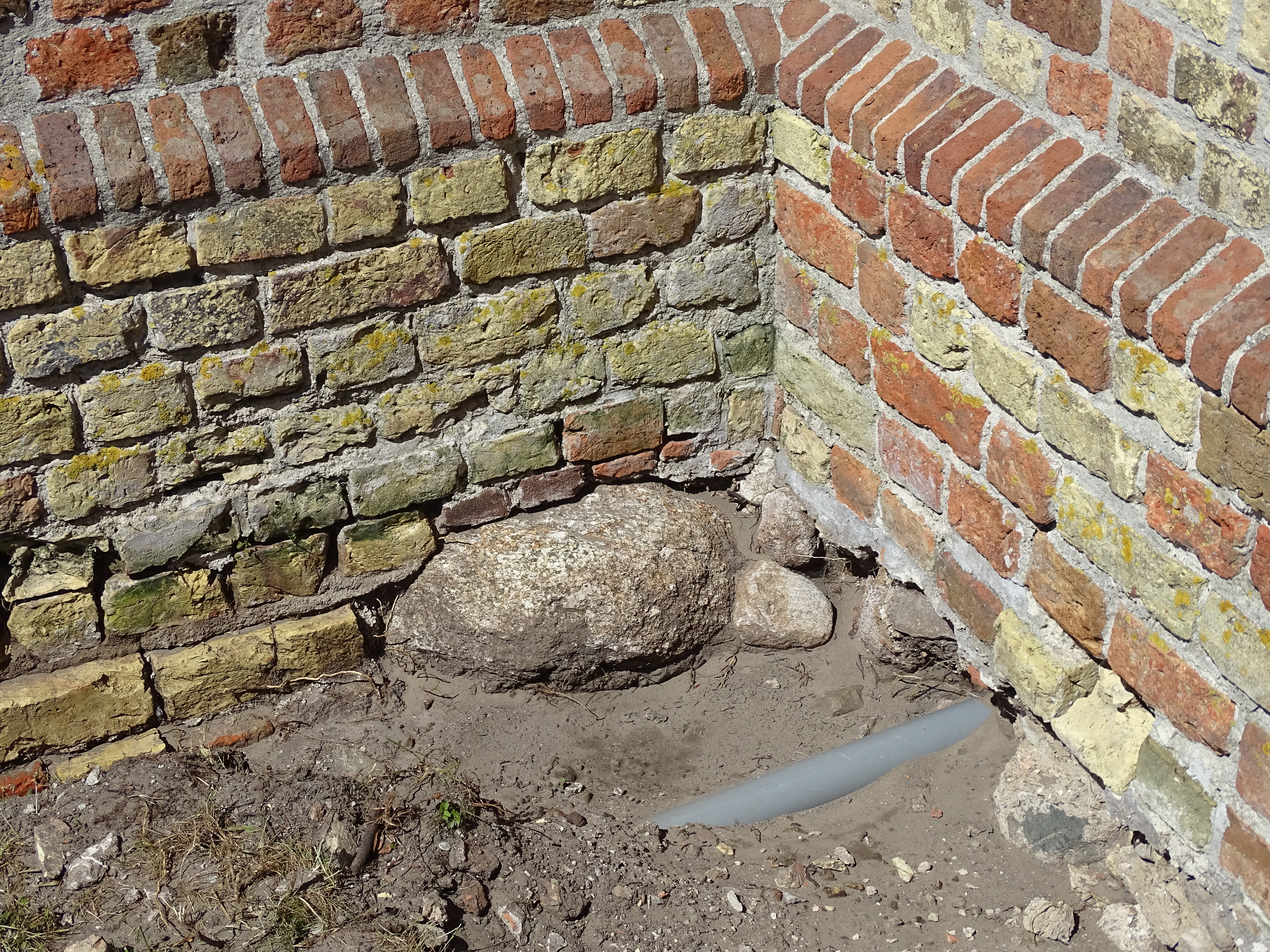
Zwerfsteen onder de ZO-hoek van de toren

De toren is opgebouwd uit vier geledingen bekroond met een piramidespits. De geledingen zijn voorzien van een gesloten venster, de bovenste geleding van galmgaten.
In de toren hangt een klok, in 1506 gegoten door Geert van Wou.

## Interieur

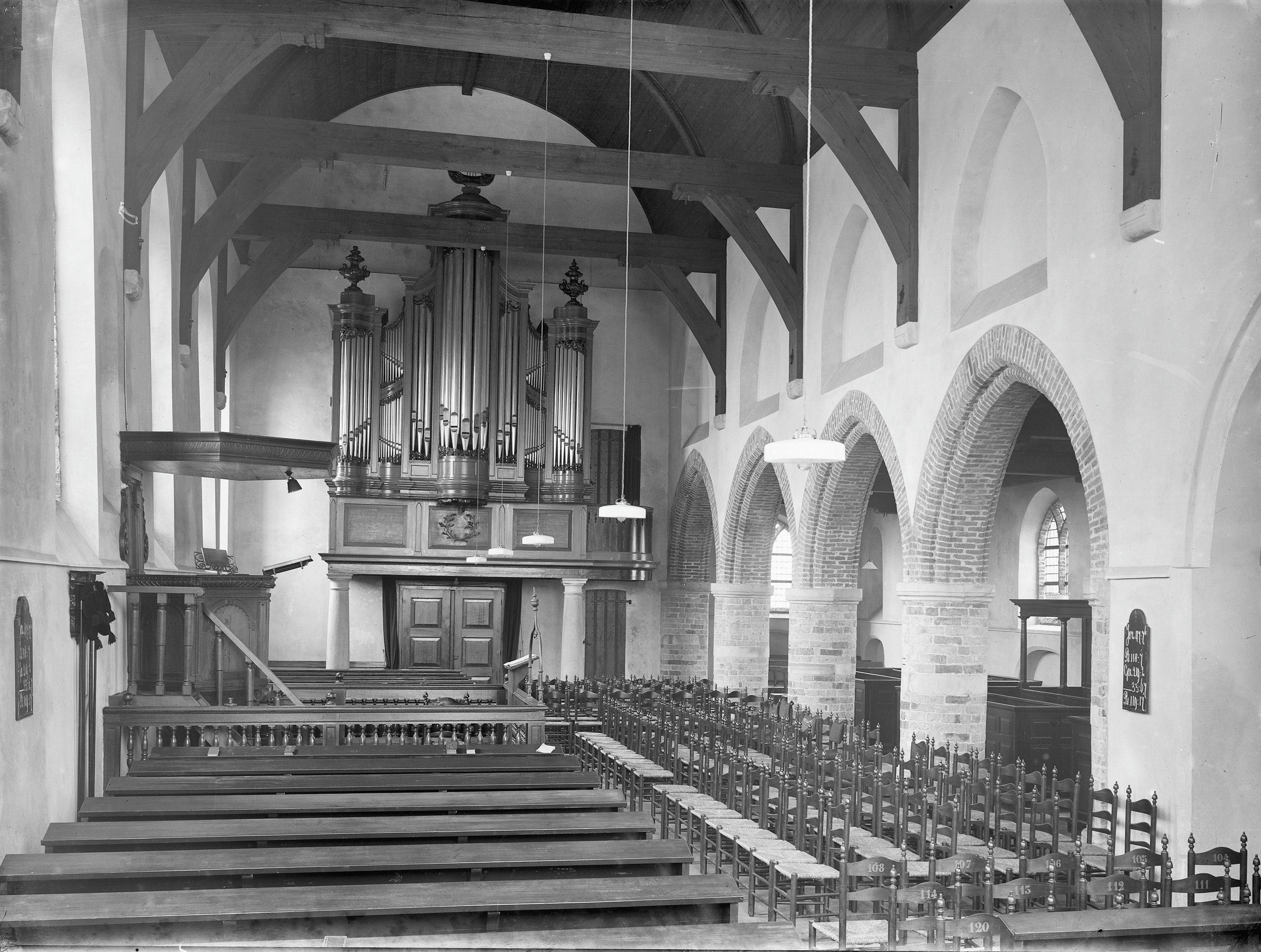
Het orgel

Het schip en het koor wordt gedekt door een houten tongewelf dat dateert uit het begin van de 19e eeuw. De huidige preekstoel dateert uit de 17e eeuw. Deze is geplaatst na de restauratie in 1923 en komt uit de kerk van Aartswoud. In de noordbeuk staat een herenbank uit 1744. Op een balustrade aan de westzijde staat het orgel dat gebouwd is door P. van Oeckelen.